# 女流三強
将棋界に於ける女流三強（じょりゅうさんきょう）は、かつて女流棋界を席巻した三人の同世代の女流棋士の総称である。

## 概要
女流三強とは、1980年代から1990年代前半にかけて活躍した以下の三人を指す。
- 林葉直子（1967年度生まれ、クイーン王将を獲得。将棋連盟退会により女流棋士を辞めたことで名乗る資格も失っている）
- 清水市代（1968年度生まれ、クイーン名人･クイーン王将･クイーン王位･クイーン倉敷藤花）
- 中井広恵（1969年度生まれ、クイーン名人）

当時行われた女流タイトル戦のカードはほぼ女流三強同士の対戦となり、1982年度から1993年度まで全てのタイトルを独占するなど別次元の強さを誇った。
中井は1993年12月の第7期竜王戦で池田修一に勝ち、公式戦で男性棋士に勝利した初の女流棋士となった。
林葉は女流王将戦10連覇などの女流タイトル記録を残した後、1995年に日本将棋連盟を退会して将棋界を去る。その後も中井と清水は「女流二強」として2000年代までタイトルを保持。
清水は史上初の女流四冠（全冠独占）、史上初の女流六段昇段など、女流棋界の第一人者として君臨し、羽生善治になぞらえて「女羽生」と呼ばれた。羽生世代の女流棋士と呼ばれた中井も、清水に続いて女流三冠を獲得し、史上二人目の女流六段となった。また、2004年には清水-中井戦の女流公式戦対局数が100局を達成した。
中井は2007年に日本将棋連盟から独立して、女性棋士だけの団体である日本女子プロ将棋協会（LPSA）の設立に加わり、初代代表理事に就任。2014年にはLPSAも退会し、以降は史上二人目のフリー女流棋士として活動している。また、将棋界を去った林葉とも長年の親交を保っている。ひとり日本将棋連盟に残った清水は、2009年に日本将棋連盟棋士会副会長、2015年に日本将棋連盟女流棋士会会長、2017年に日本将棋連盟常務理事などを歴任。女流棋士が連盟の常勤理事となったのは史上初。2025年には羽生善治の後任として、女性初の第18代日本将棋連盟会長に就任。
中井は2015年に女流棋士初の通算600勝を達成、2021年には女流棋士初の700勝に到達。清水も2016年に通算600勝を達成し女流棋士初の将棋栄誉賞を獲得。2020年4月1日付で史上初の女流七段になった。清水が女流七段に昇段する前日の時点で、女流六段は清水、中井に加えて、引退した女流棋士一期生の2人（関根紀代子、蛸島彰子）の計4人しかいなかった（清水が女流七段に昇段するのと同時に里見香奈が女流六段に昇段した）。また、清水は2018年に49歳で、中井は2020年に51歳で女流タイトル戦の挑戦者になるなど、その存在感はいまだに大きい。
2024年までにクイーン称号を得たのは女流三強の3人と、新世代の女流二強（旧姓・里見の福間香奈と西山朋佳）の計5名だけである。なお、福間・西山に次いで女性として史上三人目の奨励会三段リーグ入りをしていた中七海が2024年9月に奨励会を退会し、同年11月より女流棋士に転向して女流棋戦に参加しており、福間・西山の女流二強に割って入り新たな「女流三強」になるのか注目される。

## 「女流三強」のタイトル戦成績
- 林葉  林葉直子の獲得 /  中井  中井広恵の獲得 /  清水  清水市代の獲得
- Q：「クイーン」永世称号資格獲得

|                | 女王             | 女流王将           | 女流王位        | 倉敷藤花           | 女流名人       |
| -------------- | ---------------- | ------------------ | --------------- | ------------------ | -------------- |
| マイナビ 3-5月 | 女流王将戦 5-6月 | 女流王位戦 10-11月 | 倉敷藤花戦 11月 | 女流名人位戦 1-3月 |                |
| 1981年度       |                  | 第4期 林葉直子     |                 |                    | 第8期 蛸島彰子 |
| 1982年度       |                  | 林葉直子           |                 |                    | 林葉直子       |
| 1983年度       |                  | 林葉直子           |                 |                    | 林葉直子       |
| 1984年度       |                  | 林葉直子           |                 |                    | 林葉直子       |
| 1985年度       |                  | 林葉直子           |                 |                    | 中井広恵       |
| 1986年度       |                  | 林葉直子           |                 |                    | 中井広恵       |
| 1987年度       |                  | 林葉直子           |                 |                    | 清水市代       |
| 1988年度       |                  | 林葉直子           |                 |                    | 中井広恵       |
| 1989年度       |                  | 林葉直子           |                 |                    | 清水市代       |
| 1990年度       |                  | 林葉直子Q          | 第1期 中井広恵  |                    | 林葉直子       |
| 1991年度       |                  | 清水市代           | 中井広恵        |                    | 中井広恵       |
| 1992年度       |                  | ↓                  | 中井広恵        |                    | 中井広恵Q      |
| 1993年度       |                  | 清水市代           | 清水市代        | 第1期 林葉直子     | 中井広恵       |
| 1994年度       |                  | 斎田晴子           | 清水市代        | 清水市代           | 清水市代       |
| 1995年度       |                  | 中井広恵           | 清水市代        | 清水市代           | 清水市代       |
| 1996年度       |                  | 清水市代           | 清水市代        | 清水市代           | 清水市代Q      |
| 1997年度       |                  | 斎田晴子           | 矢内理絵子      | 清水市代           | 清水市代       |
| 1998年度       |                  | 清水市代           | 清水市代Q       | 清水市代Q          | 清水市代       |
| 1999年度       |                  | 石橋幸緒           | 清水市代        | 清水市代           | 中井広恵       |
| 2000年度       |                  | 清水市代Q          | 清水市代        | 清水市代           | 斎田晴子       |
| 2001年度       |                  | 清水市代           | 清水市代        | 中井広恵           | 中井広恵       |
| 2002年度       |                  | 中井広恵           | 清水市代        | 中井広恵           | 中井広恵       |
| 2003年度       |                  | 中井広恵           | 清水市代        | 中井広恵           | 清水市代       |
| 2004年度       |                  | 中井広恵           | 清水市代        | 清水市代           | 清水市代       |
| 2005年度       |                  | 千葉涼子           | 清水市代        | 清水市代           | 矢内理絵子     |
| 2006年度       |                  | 千葉涼子           | 清水市代        | 斎田晴子           | 矢内理絵子     |
| 2007年度       |                  | 清水市代           | 石橋幸緒        | 清水市代           | 矢内理絵子     |
| 2008年度       | 矢内理絵子       | 清水市代           | 石橋幸緒        | 里見香奈           | 清水市代       |
| 2009年度       | 矢内理絵子       | 清水市代           | 清水市代        | 里見香奈           | 里見香奈       |
| 2010年度       | 甲斐智美         | 甲斐智美           | 里見香奈        | 里見香奈           | 里見香奈       |
|                | 女王             | 女流王位           | 女流王将        | 倉敷藤花           | 女流名人       |
| マイナビ 3-5月 | 女流王位戦 5-6月 | 女流王将戦 10-11月 | 倉敷藤花戦 11月 | 女流名人位戦 1-3月 |                |